# Gunnar Ahlgren
Johan Gunnar Ahlgren, född 4 april 1898 i Simrishamn, död 1 oktober 1962 i Lund, var en svensk fysiolog och farmakolog.

## Biografi
Ahlgren blev medicine kandidat vid Lunds universitet 1918, disputerade 1925, blev docent i fysiologi samma år, medicine licentiat och doktor 1927. Han blev amanuens i farmakologi vid Karolinska institutet 1926, laborator i fysiologi vid Uppsala universitet 1927 samt professor i farmakologi vid Lunds universitet 1930. Ahlgrens vetenskapliga arbeten berör huvudsakligen den intermediära ämnesomsättningen. Hans gradualavhandling har titeln Zur Kenntnis der tierische Gewebsoxydation (1925). Han invaldes som ledamot av Fysiografiska sällskapet i Lund 1931. Ahlgren är begravd på Norra kyrkogården i Lund.
Nobelpristagaren Arvid Carlsson, som inledde sin vetenskapliga bana hos Ahlgren i Lund i mitten av 1940-talet, har uppgivit att han betraktar honom som sin mentor.